# Johan Columbus (målare)
Johan Columbus, emellanåt Johan Andersson Columbus, var en svensk dekorations- och figurmålare verksam i slutet av 1600-talet och början av 1700-talet.
Columbus var bosatt i Karlskrona och en av initiativtagarna till bildandet av Karlskrona målarskrå 1692. Han var verksam som målare i både kyrkliga och profana byggnader. Hans bästa arbeten anses vara målningarna i Lannaskede kyrka och Norra Sandsjö kyrka, men även det stora skilleri han målade på Karlskrona rådhus runt 1700 väckte uppmärksamhet. Han målade även altartavlan till Södra Solberga kyrka 1695 och taket i kyrkorummet i Bäckseda kyrka 1707. 